# لیگ ملت‌های اروپا ۱۹–۲۰۱۸
لیگ ملت‌های اروپا ۱۹–۲۰۱۸ اولین دورهٔ لیگ ملت‌های اروپا است که از ۶ سپتامبر ۲۰۱۸ تا ۹ ژوئن ۲۰۱۹ برگزار شد. مسابقات شامل ۵۵ تیم است که بسته به ضریب یوفای خود پس از مقدماتی جام جهانی فوتبال ۲۰۱۸، در چهار لیگ C ,B ,A و D قرار می‌گیرند. لیگ A و B هر کدام شامل چهار گروه سه تیمی، لیگ C شامل یک گروه سه تیمی و سه گروه چهار تیمی و لیگ D شامل چهار گروه چهار تیمی است. تیم‌های آخر هر گروه در لیگ‌های A تا C به دسته پایین‌تر سقوط کرده و تیم‌های نخست هر گروه در لیگ‌های B تا D به دسته بالاتر صعود می‌کنند. تیم‌های اول هر گروه به شکل حذفی با هم دیدار می‌کنند تا قهرمان لیگ معلوم شود. 
کریستیانو رونالدو  با سه گل زده اقای گل  دوره از مسابقات شد  

## برنامه
در زیر برنامه لیگ ملت‌های اروپا ۱۹–۲۰۱۸ است.
| مرحله     | دور        | تاریخ             |
| --------- | ---------- | ----------------- |
| مرحله لیگ | روز ۱      | ۶–۸ سپتامبر ۲۰۱۸  |
| مرحله لیگ | روز ۲      | ۹–۱۱ سپتامبر ۲۰۱۸ |
| مرحله لیگ | روز ۳      | ۱۱–۱۳ اکتبر ۲۰۱۸  |
| مرحله لیگ | روز ۴      | ۱۴–۱۶ اکتبر ۲۰۱۸  |
| مرحله لیگ | روز ۵      | ۱۵–۱۷ نوامبر ۲۰۱۸ |
| مرحله لیگ | روز ۶      | ۱۸–۲۰ نوامبر ۲۰۱۸ |
| حذفی      | نیمه نهایی | ۵–۶ ژوئن ۲۰۱۹     |
| حذفی      | رده‌بندی    | ۹ ژوئن ۲۰۱۹       |
| حذفی      | فینال      | ۹ ژوئن ۲۰۱۹       |

## سیدبندی

نقشه نشان می‌دهد تقسیمات هر تیم ملی که در مسابقات شرکت خواهد کرد.
تیم‌های حاضر در لیگ A
تیم‌های حاضر در لیگ B
تیم‌های حاضر در لیگ C
تیم‌های حاضر در لیگ D

| سید | تیم      | ضریب   | رتبه |
| --- | -------- | ------ | ---- |
| ۱   | آلمان    | ۴۰٬۷۴۷ | ۱    |
| ۱   | پرتغال   | ۳۸٬۶۵۵ | ۲    |
| ۱   | بلژیک    | ۳۸٬۱۲۴ | ۳    |
| ۱   | اسپانیا  | ۳۷٬۳۱۱ | ۴    |
| ۲   | فرانسه   | ۳۶٬۶۱۷ | ۵    |
| ۲   | انگلستان | ۳۶٬۲۳۱ | ۶    |
| ۲   | سوئیس    | ۳۴٬۹۸۶ | ۷    |
| ۲   | ایتالیا  | ۳۴٬۴۲۶ | ۸    |
| ۳   | لهستان   | ۳۲٬۹۸۲ | ۹    |
| ۳   | ایسلند   | ۳۱٬۱۵۵ | ۱۰   |
| ۳   | کرواسی   | ۳۱٬۱۳۹ | ۱۱   |
| ۳   | هلند     | ۲۹٬۸۶۶ | ۱۲   |

| سید | تیم             | ضریب   | رتبه |
| --- | --------------- | ------ | ---- |
| ۱   | اتریش           | ۲۹٬۴۱۸ | ۱۳   |
| ۱   | ولز             | ۲۹٬۲۶۹ | ۱۴   |
| ۱   | روسیه           | ۲۹٬۲۵۸ | ۱۵   |
| ۱   | اسلواکی         | ۲۸٬۵۵۵ | ۱۶   |
| ۲   | سوئد            | ۲۸٬۴۸۷ | ۱۷   |
| ۲   | اوکراین         | ۲۸٬۲۸۶ | ۱۸   |
| ۲   | جمهوری ایرلند   | ۲۸٬۲۴۹ | ۱۹   |
| ۲   | بوسنی و هرزگوین | ۲۸٬۲۰۰ | ۲۰   |
| ۳   | ایرلند شمالی    | ۲۷٬۱۲۷ | ۲۱   |
| ۳   | دانمارک         | ۲۷٬۰۵۲ | ۲۲   |
| ۳   | چک              | ۲۷٬۰۲۸ | ۲۳   |
| ۳   | ترکیه           | ۲۶٬۵۳۸ | ۲۴   |

| سید | تیم       | ضریب   | رتبه |
| --- | --------- | ------ | ---- |
| ۱   | مجارستان  | ۲۶٬۴۸۶ | ۲۵   |
| ۱   | رومانی    | ۲۶٬۰۵۷ | ۲۶   |
| ۱   | اسکاتلند  | ۲۵٬۶۶۲ | ۲۷   |
| ۱   | اسلوونی   | ۲۵٬۱۴۸ | ۲۸   |
| ۲   | یونان     | ۲۴٬۹۳۱ | ۲۹   |
| ۲   | صربستان   | ۲۴٬۸۴۷ | ۳۰   |
| ۲   | آلبانی    | ۲۴٬۴۳۰ | ۳۱   |
| ۲   | نروژ      | ۲۴٬۲۰۸ | ۳۲   |
| ۳   | مونته‌نگرو | ۲۳٬۹۱۲ | ۳۳   |
| ۳   | اسرائیل   | ۲۲٬۷۹۲ | ۳۴   |
| ۳   | بلغارستان | ۲۲٬۰۹۱ | ۳۵   |
| ۳   | فنلاند    | ۲۰٬۵۰۱ | ۳۶   |
| ۴   | قبرس      | ۱۹٬۴۹۱ | ۳۷   |
| ۴   | استونی    | ۱۹٬۴۴۱ | ۳۸   |
| ۴   | لیتوانی   | ۱۸٬۱۰۱ | ۳۹   |

| سید | تیم           | ضریب   | رتبه |
| --- | ------------- | ------ | ---- |
| ۱   | آذربایجان     | ۱۷٬۷۶۱ | ۴۰   |
| ۱   | مقدونیه شمالی | ۱۷٬۰۷۱ | ۴۱   |
| ۱   | بلاروس        | ۱۶٬۸۶۸ | ۴۲   |
| ۱   | گرجستان       | ۱۶٬۵۲۴ | ۴۳   |
| ۲   | ارمنستان      | ۱۵٬۸۴۶ | ۴۴   |
| ۲   | لتونی         | ۱۵٬۸۲۱ | ۴۵   |
| ۲   | جزایر فارو    | ۱۵٬۴۹۰ | ۴۶   |
| ۲   | لوکزامبورگ    | ۱۴٬۲۳۱ | ۴۷   |
| ۳   | قزاقستان      | ۱۳٬۴۳۱ | ۴۸   |
| ۳   | مولدووا       | ۱۳٬۱۳۰ | ۴۹   |
| ۳   | لیختن‌اشتاین   | ۱۰٬۹۵۰ | ۵۰   |
| ۳   | مالت          | ۱۰٬۸۷۰ | ۵۱   |
| ۴   | آندورا        | ۱۰٬۲۴۰ | ۵۲   |
| ۴   | کوزوو         | ۹٬۹۵۰  | ۵۳   |
| ۴   | سان مارینو    | ۸٬۱۹۰  | ۵۴   |
| ۴   | جبل طارق      | ۷٬۵۵۰  | ۵۵   |